# Sargocentron hastatum
Sargocentron hastatum là một loài cá biển thuộc chi Sargocentron trong họ Cá sơn đá. Loài này được mô tả lần đầu tiên vào năm 1829.

## Từ nguyên
Tính từ định danh hastatum trong tiếng Latinh có nghĩa là "mang theo giáo", hàm ý đề cập đến ngạnh sắc cứng ở xương trước nắp mang của loài cá này.

## Phân bố và môi trường sống
S. hastatum có phân bố rộng rãi dọc bờ đông của Đại Tây Dương, được ghi nhận từ Bồ Đào Nha trải dài đến Angola, bao gồm hai quốc đảo Cabo Verde và São Tomé và Príncipe. Vài cá thể lang thang đã được phát hiện ở biển Caribe phía bờ tây Đại Tây Dương, cụ thể là tại đảo Saint Vincent và đảo San Andrés.
Chi Sargocentron được ghi nhận lần đầu tiên từ vùng biển gần bờ của Malta ở Địa Trung Hải. Hai cá thể được thu thập ở bờ bắc đảo Gozo và bờ tây đảo Malta, tuy nhiên vẫn chưa xác định được loài Sargocentron nào. Qua đối chiếu các đặc điểm hình thái ở 33 loài Sargocentron, các nhà ngư học đã loại trừ và đưa ra hai loài có khả năng phù hợp với hai cá thể Malta đó, là S. hastatum và Sargocentron rubrum, mặc dù rõ ràng là không thể kết luận việc xác định loài chỉ dựa trên các bức ảnh. Trong trường hợp có nhiều loài ẩn sinh (cryptic species) như những loài thuộc chi Sargocentron, việc sử dụng các công cụ phân tích phân tử, bao gồm mã vạch DNA, nên được áp dụng.
S. hastatum sống trên các rạn san hô và bãi đá, được tìm thấy ở độ sâu đến ít nhất là 200 m.

## Mô tả
Chiều dài cơ thể lớn nhất được ghi nhận ở S. hastatum là 46 cm, thường bắt gặp với chiều dài trung bình khoảng 25 cm. Loài này có màu đỏ với các sọc trắng bạc dọc theo các hàng vảy ở hai bên lườn. Vây lưng có đốm trắng trên các màng, gần gốc vây.

## Giá trị
S. hastatum được đánh bắt thủ công, được bán ở dạng tươi sống hoặc xông khói.